# Henry Somerset (9. książę Beaufort)

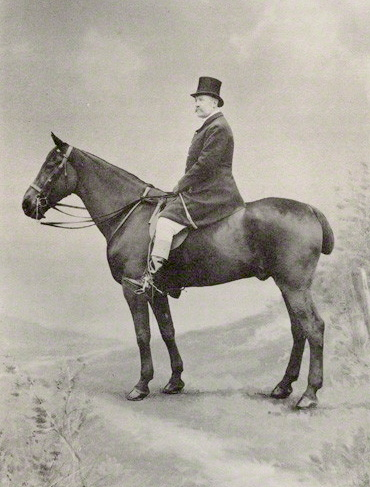
Książę Beaufort

Herbert Adelbert Wellington FitzRoy Somerset, 9. książę Beaufort (ur. 19 maja 1847, zm. 24 listopada 1924 w Badminton, Gloucestershire) – brytyjski arystokrata, najstarszy syn Henry'ego Somerseta, 8. księcia Beaufort, i lady Georgiany Charlotte Curzon, córki 1. hrabiego Howe. Kształcił się w Eton College. Naukę ukończył w 1864 r.
W 1865 r. został kornetem Królewskiej Gwardii Konnej, zaś w 1869 r. kapitanem tejże jednostki. W 1899 r. po śmierci ojca odziedziczył tytuł księcia Beaufort i zasiadł w Izbie Lordów. W tym samym roku został adiutantem królowej Wiktorii i Wysokim Stewardem Bristolu. Ponadto był dziedzicznym właścicielem Raglan Castle, honorowym pułkownikiem Ochotników z Gloucestershire, zastępcą Lorda Namiestnika oraz Sędzią Pokoju w hrabstwach Monmouthshire i Gloucestershire.
9 października 1895 r. w Trinity Church w Londynie poślubił Louise Emily Harford (21 września 1864 - 11 października 1945), córkę Williama Henry'ego Harforda i Ellen Tower, córki Williama Towera. Henry i Louise mieli razem syna i dwie córki:
- Blanche Linnie Somerset (15 kwietnia 1897 - 30 sierpnia 1968), żona Johna Eliota, 6. hrabiego St Germans, miała dzieci
- Diana Maud Nina Somerset (12 września 1898 - 6 maja 1935), żona kapitana Lindseya Harry'ego Comptona Sheddena, nie miała dzieci
- Henry Hugh Arthur FitzRoy Somerset (4 kwietnia 1900 - 5 lutego 1984), 10. książę Beaufort

Beaufort zmarł w wieku 77. lat i został pochowany 30 listopada 1924 r. w Badminton House. Pozostawił po sobie majątek warty 541 843 funty.